# بغنونيات
البغنونيات (الاسم العلمي: Bignoniaceae) هي فصيلة من النباتات تتبع رتبة الشفويات من طائفة ثنائيات الفلقة.

## قبائل
- البنيونياوية
- الكولياوية
- التيكوماوية

## أجناس
- بغنونية
- التيكومة
- الأمفيتكنة
- الشلوبص (الاسم العلمي:Chilopsis)
- المانسوة